# Poenina Holding
Die Poenina Holding war ein Dienstleistungsunternehmen in den Bereichen Gebäudetechnik, Dachdeckerei und Spenglerei. Der Konzern bestand aus 29 Gesellschaften an 41 Standorten in der Schweiz und im Fürstentum Liechtenstein (Stand: 2021). Der Hauptsitz der Holding befand sich im Glattpark in Opfikon.
Im Geschäftsjahr 2021 erwirtschaftete die Poenina Gruppe einen Betriebsertrag von 383.2 Millionen Franken und einen EBIT von 21,2 Millionen Franken; zum Jahresende waren 1471 Mitarbeitende beschäftigt. Die Holding war an der SIX Swiss Exchange kotiert.
Die Poenina Holding AG fusionierte am 29. Juni 2022 mit der Burkhalter Holding AG und wurde am 29. Juni 2022 im Handelsregister des Kantons Zürich gelöscht und am 30. Juni 2022 an der Schweizer Börse dekotiert.

## Geschichte
Die Poenina Holding wurde 2010 durch Jean Claude Bregy gegründet. Im gleichen Jahr erwarb das Unternehmen die Firmen SADA AG, Demuth AG sowie FairTime AG. Es folgten weitere Akquisitionen von Unternehmen aus den Bereichen Gebäudetechnik und Gebäudehülle in den folgenden Jahren. 
Durch den Zusammenschluss mit der Inretis Gruppe 2018 stiessen die fünf Gesellschaften Lauber IWISA AG, Willi Haustechnik AG, Ospelt Haustechnik AG, Scherrer Haustechnik AG und Spescha Haustechnik AG sowie die im Nebenkompetenzbereich tätige ELIMES AG zur Poenina hinzu.
Mitte 2020 fusionierte Poenina mit der Caleira AG. Zur Poenina Gruppe stiessen 14 weitere Gesellschaften hinzu.
Per 31. März 2021 erfolgte der Zusammenschluss mit der Kälte 3000 AG aus Landquart. Am 30. Juni 2021 stiessen die Firmen Christian Jost AG und Längle & Staub Sanitärplanung GmbH hinzu.
Im August 2021 wurde durch einen Medienbericht bekannt, dass CEO und grösster Einzelaktionär Jean Claude Bregy 2021 rechtskräftig wegen Gehilfenschaft zum gewerbsmässigen Betrug und mehrfacher ungetreuer Geschäftsbesorgung in Bereicherungsabsicht verurteilt wurde für Delikte, die vor über zehn Jahren und vor seiner Zeit bei Poenina erfolgt waren. Er wurde daraufhin von Poenina per sofort freigestellt, Verwaltungsratspräsident Marco Syfrig kündigte an, an der Generalversammlung 2022 nicht mehr zur Wiederwahl anzutreten. Der Verwaltungsrat leitete eine externe Untersuchung durch eine Wirtschaftsprüfungsgesellschaft ein. Per sofort und bis auf weiteres übernahm Christoph Arnold das Amt als CEO.
Am 29. Juni 2022 fusionierte die Poenina Holding mit der Burkhalter Holding.